# Loose
Loose és el tercer disc de la cantant canadenca d'ascendència portuguesa Nelly Furtado. És un disc que mescla el Pop amb el hip-hop i amb algun ritme folklòric.
Va ser llançat a mitjan 2006. Les crítiques en general van ser molt bones i també va tenir una gran acceptació en el mercat mundial. Va estar en les primeres posicions de moltes llistes.

## Llista de cançons
1. "Afraid" featuring Attitude (Nelly Furtado, Tim "Attitude" Clayton, Nate Hills, Tim Mosley/Timbaland) – 3:35
2. "Maneater" (Furtado, Jim Beanz, Hills, Mosley) – 4:25
3. "Promiscuous" featuring Timbaland (Furtado, Clayton, Hills, Mosley) – 4:02
4. "Glow" (Furtado, Hills, Mosley, Nisan Stewart) – 4:02
5. "Showtime" (Furtado, Hills) – 4:15
6. "No Hay Igual" (Furtado, Hills, Mosley, Stewart) – 3:35
7. "Te Busqué" featuring Juanes (Furtado, Juanes, Lester Mendez) – 3:38
8. "Say It Right" (Furtado, Hills, Mosley) – 3:43
9. "Do It" (Furtado, Stewart, Mosley) – 3:41
10. "In God's Hands" (Furtado, Rick Nowels) – 4:54
11. "Wait for You" (Furtado, Hills, Mosley) – 5:11
12. "All Good Things (Come to an End)" (Furtado, Hills, Chris Martin, Mosley) – 5:11

## Posicions a les llistes
| Conteigs (2006-2007)                 | Posicióo màxima |
| ------------------------------------ | --------------- |
| Australian Albums Chart              | 4               |
| Austrian Albums Chart                | 1               |
| Belgian Albums Chart                 | 1               |
| Canadian Album Chart                 | 1               |
| Txèquia IFPI Chart                   | 2               |
| Danish Albums Chart                  | 4               |
| Holanda Mega Album Top 100           | 3               |
| Estonian Albums Chart                | 2               |
| European Top 100 Albums              | 1               |
| Finnish Albums Chart                 | 13              |
| French Albums Chart                  | 9               |
| German Albums Chart                  | 1               |
| Greece International Albums Chart    | 3               |
| Hungarian Albums Chart               | 2               |
| Irish Albums Chart                   | 2               |
| Conteigs (2006-2007)                 | Posició màxima  |
| Italian Albums Chart                 | 3               |
| Japo Oricon Albums Chart             | 45              |
| Mexican Albums Chart                 | 5               |
| Nova Zelanda RIANZ Albums Chart      | 1               |
| Norwegian Albums Chart               | 5               |
| Polish Albums Chart                  | 1               |
| Portuguese Albums Chart              | 3               |
| Russia Top 10                        | 1               |
| Llista D'Albums D'Espanya            | 15              |
| Swedish Albums Chart                 | 6               |
| Swiss Albums Chart                   | 1               |
| Taiwanese International Albums Chart | 5               |
| EUA Billboard 200                    | 1               |
| Mon United World Chart               | 1               |
| Regne Unit UK Albums Chart           | 4               |
| Conteigs (2006-2007)                 | Posició màxima  |

## Vendes mundials
| Pais                 | Certificacio | Vendes/Subministraments |
| -------------------- | ------------ | ----------------------- |
| Austràlia (ARIA)     | 2x Platí     | 140,000+                |
| Àustria (IFPI)       | 2x Platí     | 60,000                  |
| Bèlgica (IFPI)       | Platí        | 50,000+                 |
| Canadà (CRIA)        | 5x Platí     | 500,000                 |
| República Txeca      | Platí        | 10,000                  |
| Europa (IFPI)        | 4x Platí     | 4,000,000+              |
| França (SNEP)        | Platí        | 205,000+                |
| Alemanya (IFPI)      | 5x Platí     | 1,000,000               |
| Hongria (Mahasz)     | Platí        | 10,000                  |
| Índia                | Platí        | 20,000                  |
| Irlanda (IRMA)       | 4x Platí     | 60,000                  |
| Itàlia (FIMI)        | Platí        | 125,000+                |
| Espanya (Promusicae) | Or           | 75,000+                 |

| País                 | Certificació | Vendes/Subministraments |
| -------------------- | ------------ | ----------------------- |
| Mèxic                | Or           | 80,000+                 |
| Nova Zelanda (RIANZ) | 2x Platí     | 30,000                  |
| Polònia (ZPAV)       | 4x Platí     | 80,000                  |
| Portugal (AFP)       | 3x Platí     | 60,000                  |
| Romania              | Platí        | 15,000                  |
| Rússia               | 6x Platí     | 120,000                 |
| Singapur             | Platí        | 15,000                  |
| Sud Àfrica           | Platí        | 50,000                  |
| Suècia (IFPI)        | Platí        | 40,000                  |
| Suïssa (IFPI)        | 4x Platí     | 120,000                 |
| Regne Unit (BPI)     | 3x Platí     | 985,000                 |
| EUA (RIAA)           | 2x Platí     | 2,000,000               |
| Mon                  | 4x Platí     | 8,000,000+              |